# Pont de ferro (Centelles)
El Pont de ferro és un pont catalogat com a monument del municipi de Centelles (Osona) inclòs en l'Inventari del Patrimoni Arquitectònic Català. Construït el 1909, és obra de l'enginyer manresà Josep Playà i Suñer.

## Descripció
Pont de baranes de ferro que uneix la Centelles històrica amb la zona esportiva i les noves edificacions situades a l'est del nucli. La seva amplada aproximada és de dos metres. La seva funció és la de pas de vianants per sobre la via del tren.
Dos grans pilars de totxana marquen l'inici i la fi del pont. S'hi accedeix per uns grans graons de pedra que conformen dos arcs lleugerament corbats. La base està feta amb paviment (amb 16 lloses de 3 metres aproximadament).
La part central del pont es recolza sobre un peu de ferro. L'estructura metàl·lica de les baranes li dona un aire de solidesa, amb formes geomètriques.

## Història
Fa pocs anys se celebrà el centenari de la inauguració de la línia fèrria de Barcelona a Vic.
La construcció d'aquest pont es va fer a el 1909, segons projecte de l'enginyer Josep Playà, quan encara no hi havia habitatges a l'altra zona de l'estació i la ubicació d'algunes indústries feia necessari el trànsit dels treballadors des del nucli històric.